# Sapo (juego)

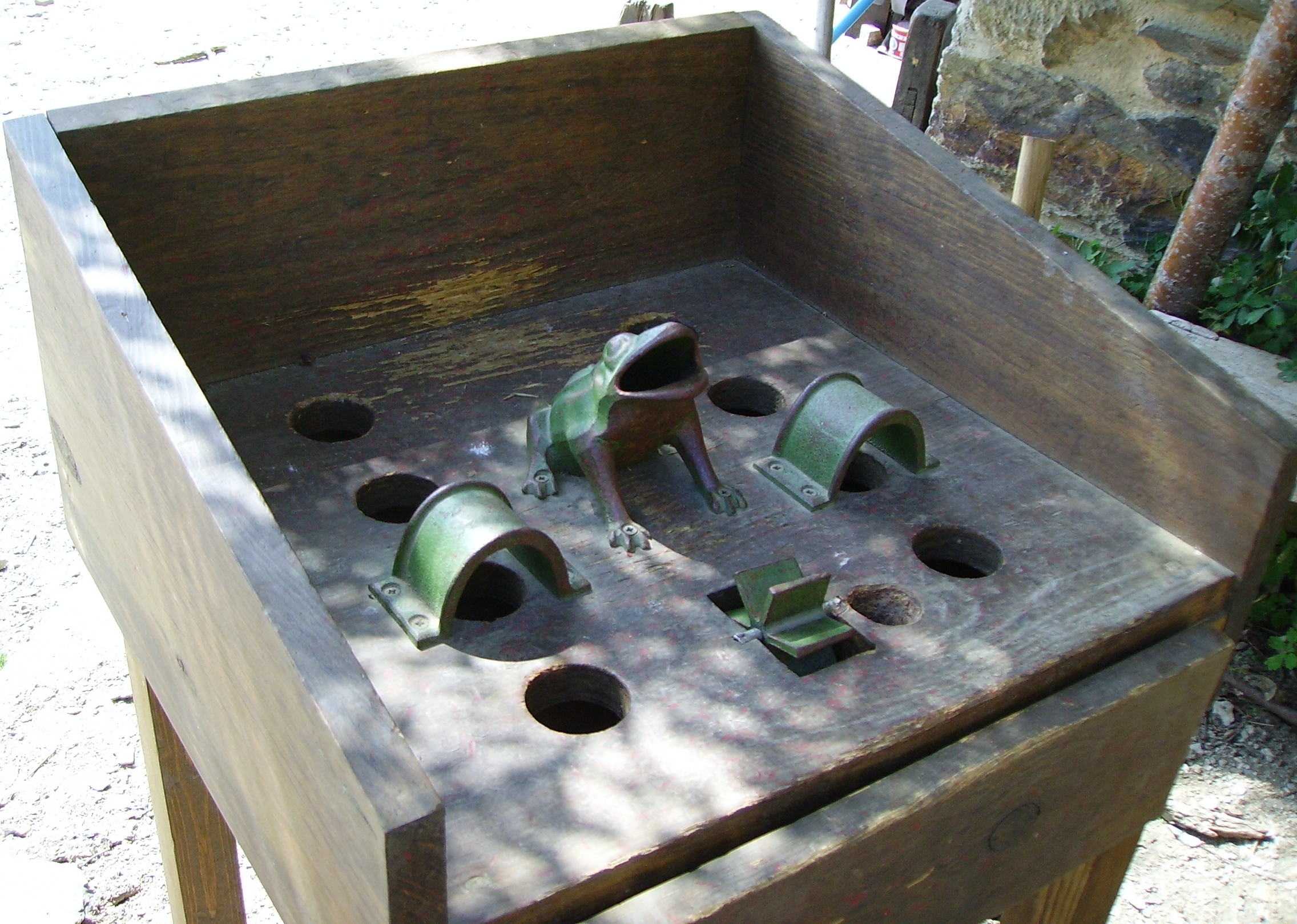
Modelo español de mueble de la Rana.

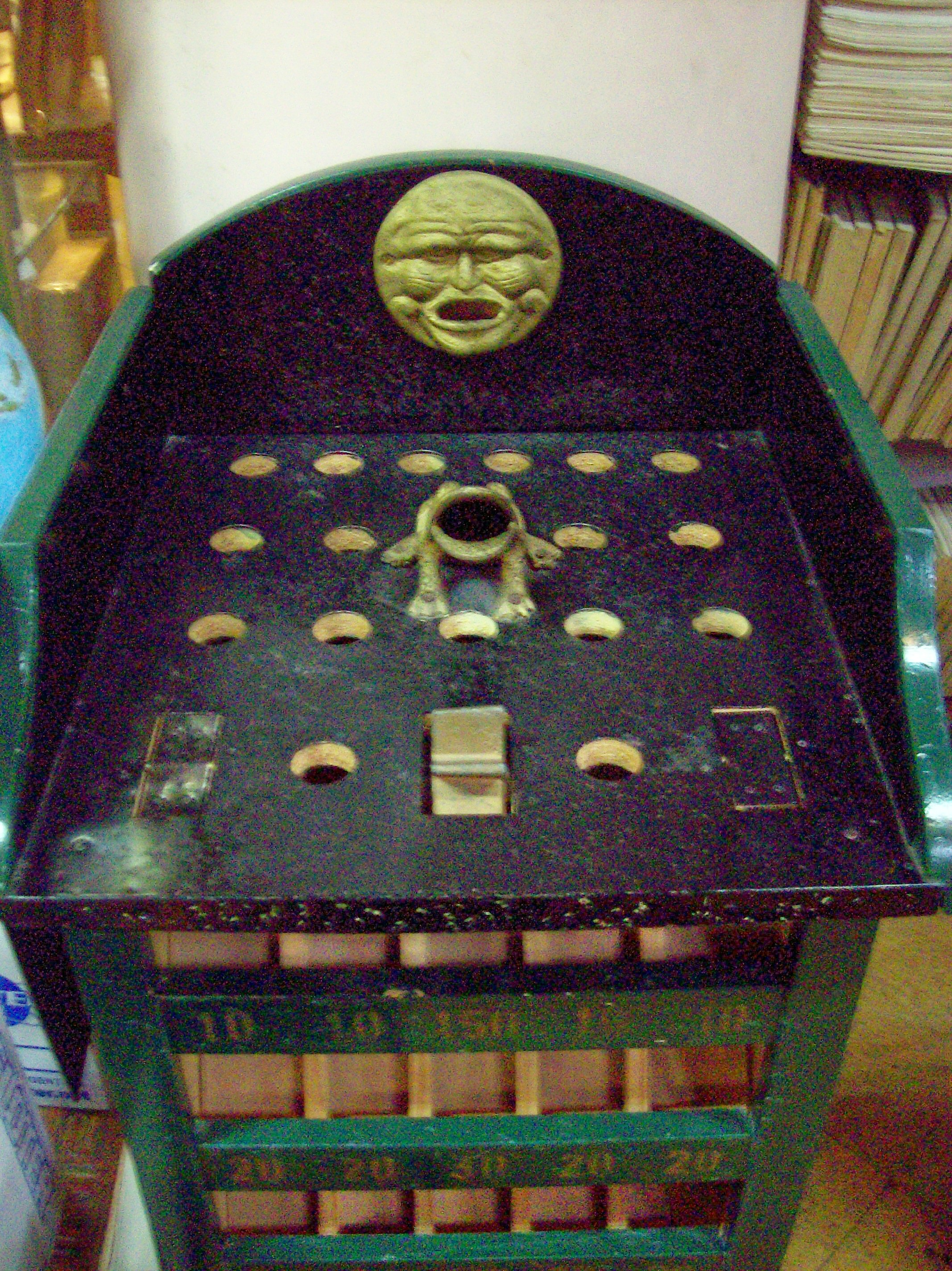
En Hispanoamérica se lo conoce como juego del sapo (en Perú, Ecuador Bolivia Uruguay y Argentina),o rana (en Colombia).

El juego de la rana (en España y Chile), juego del sapo (en Perú, Uruguay, Ecuador, BoliviaArgentina y Colombia), Pukllay Sapu en quechua, juego de la rana o simplemente rana o bolirana  (en Colombia); es un juego de lanzamiento de precisión múltiple donde se intenta introducir un determinado número de fichas, bolas metálicas, argollas o discos de hierro ("tejos" en España y Bolivia) o de bronce (en Perú y Argentina) en los múltiples agujeros que existen en la mesa del sapo o rana. Algunos de ellos tienen obstáculos que dificultan la precisión del lanzamiento. La mesa es de madera, aunque también hay metálicas. En la parte superior tiene varios agujeros, en el centro un sapo o rana sentado(a) con la boca abierta, delante de la misma un molino, a los lados dos puentes y dos agujeros, y por detrás tres agujeros. Las fichas suelen ser de acero. Las partidas a menudo se celebran a diez tiradas. Si la ficha entra en la boca del sapo o rana se obtiene el máximo puntaje.
Algunos le atribuyen el origen de este juego a una antigua leyenda Inca. En esta cultura los sapos eran venerados por sus poderes mágicos. En los días festivos se arrojaban piezas de oro en los lagos, diciendo que si un sapo saltaba y comía la pieza, este se convertía en oro y se le concedía un deseo al tirador.
En homenaje a tantos deseos hechos realidad, el Inca manda a construir un gran Sapu de oro, con el cual se divertía toda la realeza. Era un juego de suspenso y destreza, donde la danza y la alegría se mezclaban en un solo rito: PUKLLAY SAPU (jugar sapu). Desde hace tres siglos se conoce en Francia, el juego llamado “Le Tonneau” que no es otra cosa que tonel o barril, elemento que era utilizado para la estructura del juego, luego el juego comenzaría a llamarse “Le jeu de la  Grenouille”, rana en francés, mismo que se halla inscrito en el listado de Patrimonio cultural e inmaterial de Francia.
En el Perú y Colombia, los juegos carecen del elemento “vieja”, que fuera introducido con el correr del tiempo en la Argentina convirtiéndose en el objetivo más valioso del juego.

## Descripción
- Fichas: 6 discos, tejos, bolas o argollas de bronce o hierro.

- Número de Jugadores: Ilimitado (mínimo 2)
- Puntaje ganador: Según acuerdo de los participantes.
- Agujeros válidos: La boca del Sapo o Rana y los agujeros circulares sobre la parte superior o superficie de juego. No forman parte del juego los recipientes frontales para determinar el puntaje del tiro a donde llegan las ficha que previamente hayan ingresado por un agujero válido.
- Reglas:
  - Cada jugador lanzará las fichas, moneda consecutivamente, una vez terminado su turno, se procede a contabilizar el puntaje alcanzado.
  - Solo se contabilizan fichas ingresadas por los agujeros válidos.
  - Se lanzará por turnos hasta que un jugador alcance en su turno un puntaje igual o superior al acordado. Si terminada la ronda de juego, uno o varios jugadores han igualado o superado el puntaje acordado, ganará el jugador que haya obtenido un puntaje mayor o en caso de empate, se procede a un nuevo lanzamiento entre los finalistas.
  - Una vez lanzadas las fichas, bajo ningún pretexto se podrá volver a lanzar fichas independientemente de donde hayan caído.
  - Queda prohibido acercarse, distraer o cruzar cuando un jugador está lanzando.
  - El mayor puntaje se obtiene ingresando una ficha en la boca del Sapo/Rana, si sucede se suele gritar: ¡Sapo/Rana!
  - Dependiendo del número de jugadores se pueden dividir las fichas entre ellos en el momento de comenzar la partida o como se ha dicho, cada jugador dispondrá de la totalidad de fichas para vencer a sus oponentes.

## Importancia cultural

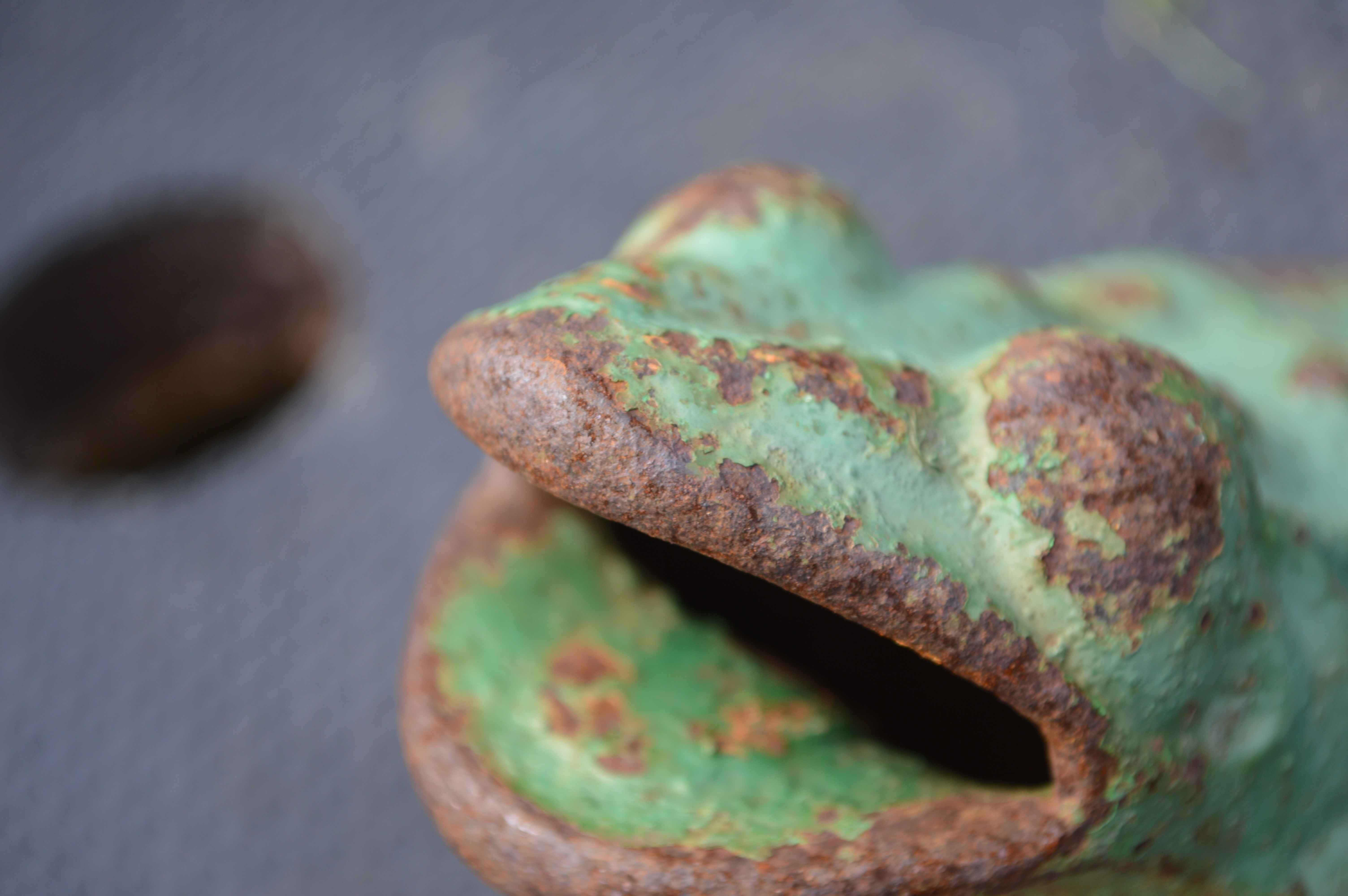
Detalle.

En Bolivia el juego se lleva a cabo en espacios de socialización,como patios, visitas a chicherías y otros eventos, también es usual que en la fiesta de Todos Santos al momento de despedir a las almas se juegue Sapo, así como taba y tockola.